# Kieria
Kieria is een geslacht van uitgestorven zee-egels uit de familie Astriclypeidae. Vertegenwoordigers van dit geslacht zijn slechts als fossiel bekend.